# Piazza dell'Unità Italiana

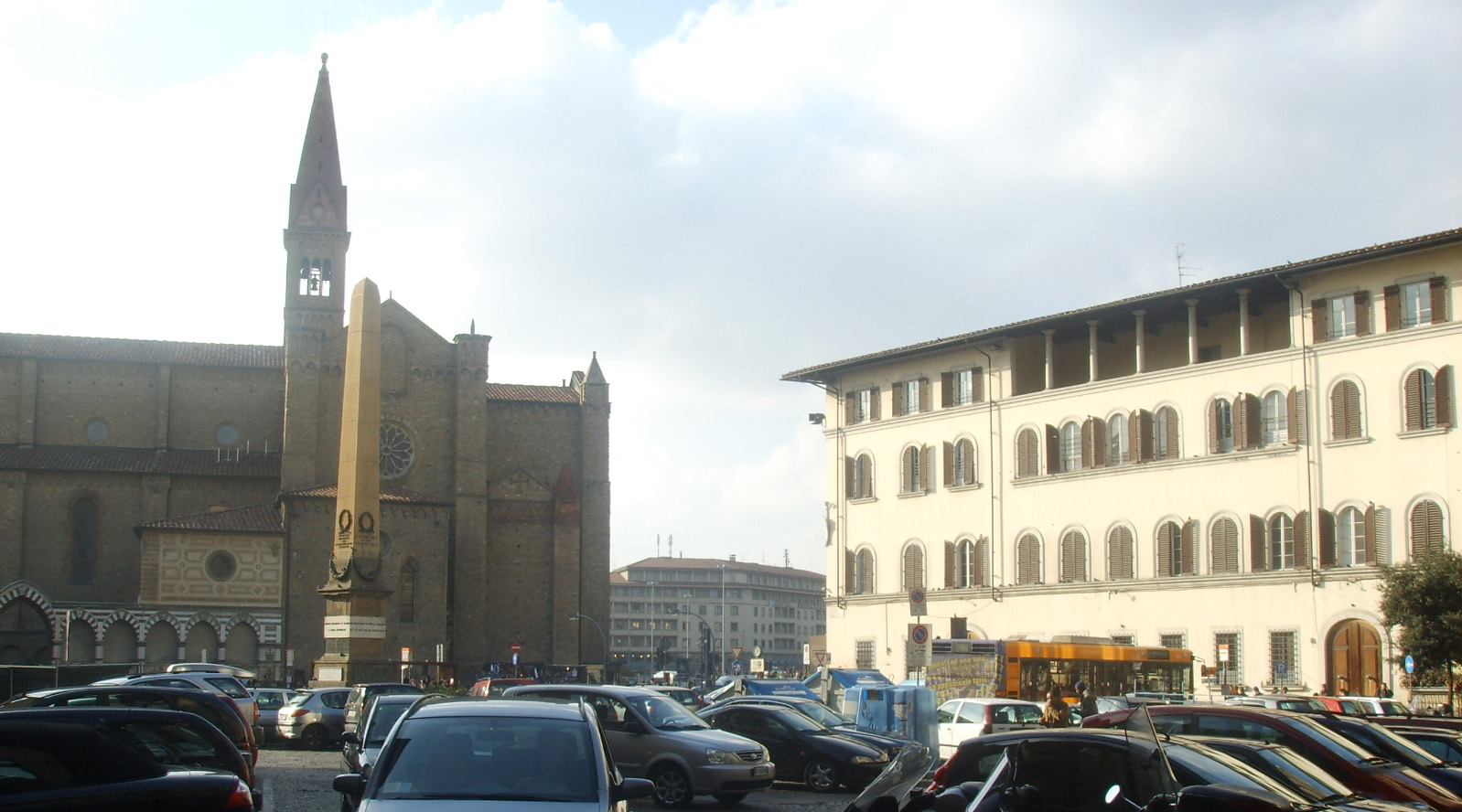
Piazza dell'Unità Italiana verso sud-ovest

Piazza dell'Unità Italiana è una piazza di Firenze, molto vicina a piazza della Stazione, con la quale condivide il ruolo di importante snodo delle linee di autobus cittadine.

## Storia ed edifici
La piazza si apre sul fianco nord della chiesa di Santa Maria Novella e anticamente si chiamava piazza Vecchia di Santa Maria Novella: la piazza esisteva infatti già nel X secolo, quando Santa Maria Novella si chiamava ancora Santa Maria delle Vigne, per questo nel suo nome venne distinta dalla "nuova" piazza Santa Maria Novella, aperta quando la chiesa divenne una grande basilica. 
Il grande palazzo in angolo con piazza della Stazione ha un nucleo costruito dai Lucalberti, passato in seguito e gradualmente ampliato dai Baglioni, dai Federighi, dai Della Scarpa e infine dai Cerretani, per cui oggi è conosciuto come palazzo Cerretani. Nel 1802 con l'estinzione della famiglia il palazzo passò ai Gondi, i quali lo cedettero poi al sindaco Ubaldino Peruzzi per le Strade Ferrate Romane. Oggi, dopo essere stato di proprietà delle Ferrovie per quasi due secoli, è stato ceduto alla Regione Toscana dal 2005, che vi tiene regolarmente mostre fotografiche e altre iniziative.
Sul lato opposto della piazza si trova il palazzo Carrega Bertolini, costruito sul sito delle case delle famiglie Cenni e Da Verrazzano, che dal 1903 ospita il Grand Hotel Baglioni, uno degli hotel storici della città nel quale hanno soggiornato molti ospiti illustri.
A sinistra del palazzo Carrega Bertolini sorse nel 1759 il teatro della Piazza vecchia, tra i più piccoli della città, su iniziativa dell'Accademia degli Arrischiati. Venne abbandonato alla fine dell'Ottocento e trasformato in abitazione.
L'attuale intitolazione della piazza risale al 1882 e intendeva celebrare la raggiunta unità politica della penisola, avvenuta nel decennio precedente. In quell'occasione venne inaugurato l'obelisco al centro dedicato ai caduti delle guerre di Indipendenza, opera di Giovanni Pini.
Al posto dell'obelisco nel periodo napoleonico tra il 1799 e il 1814 si trovava il palco della ghigliottina durante il periodo della dominazione francese in Italia.
Nel 1974 venne aggiunto l'edificio moderno dell'Hotel Majestic, che ospita anche una banca. Opera di Lando Bartoli, la sua geometria moderna si armonizza male con gli edifici circostanti.

## Altre immagini

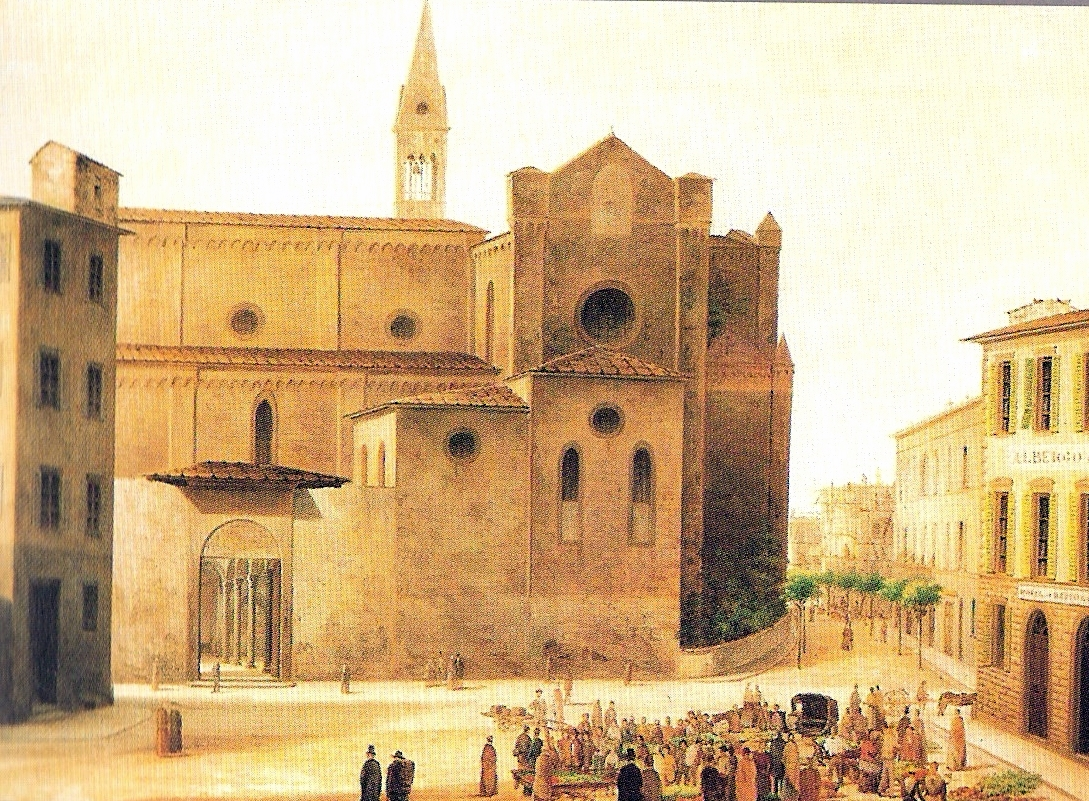
La piazza nel XIX secolo, olio di Fabio Borbottoni
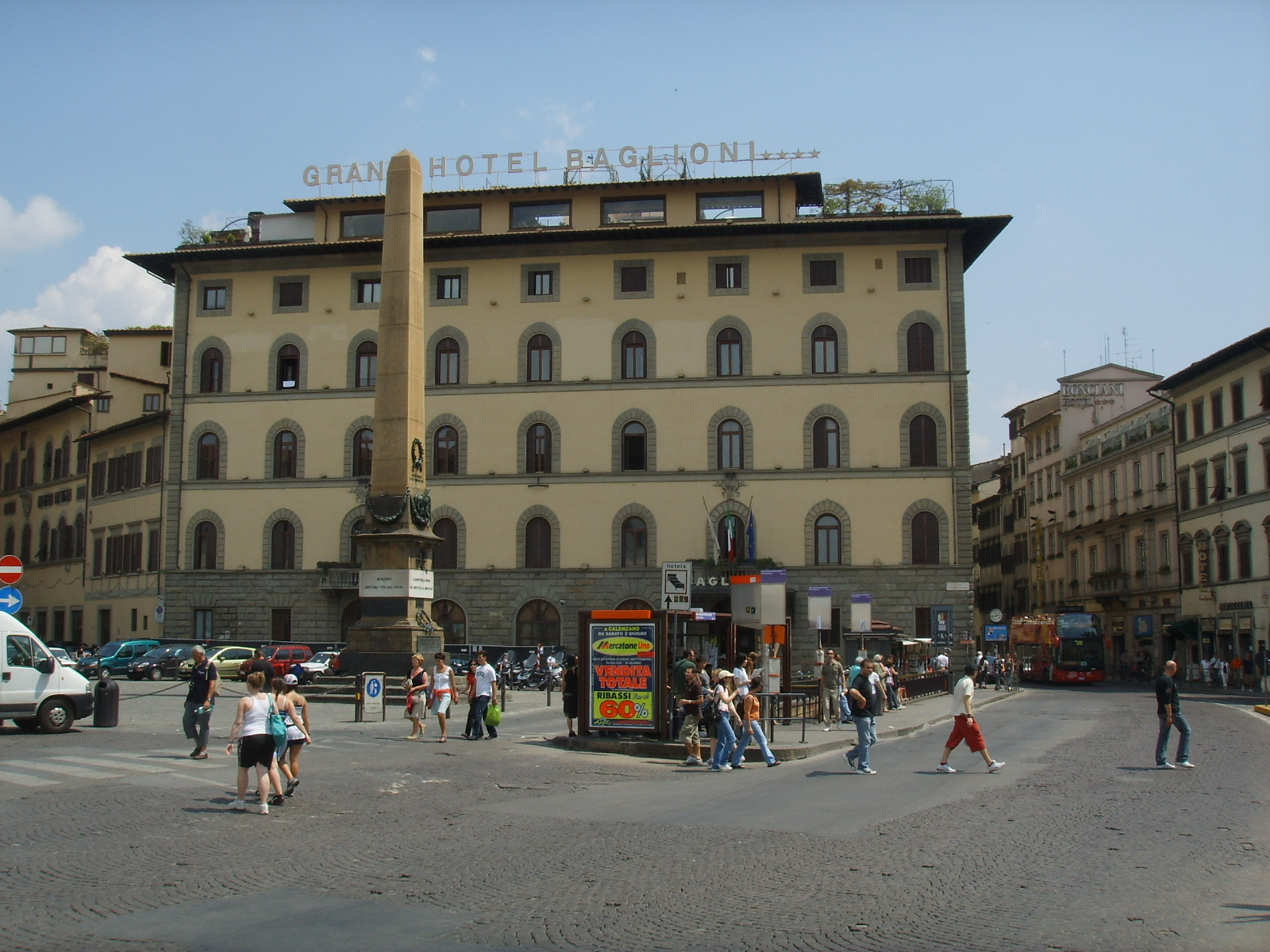
La piazza
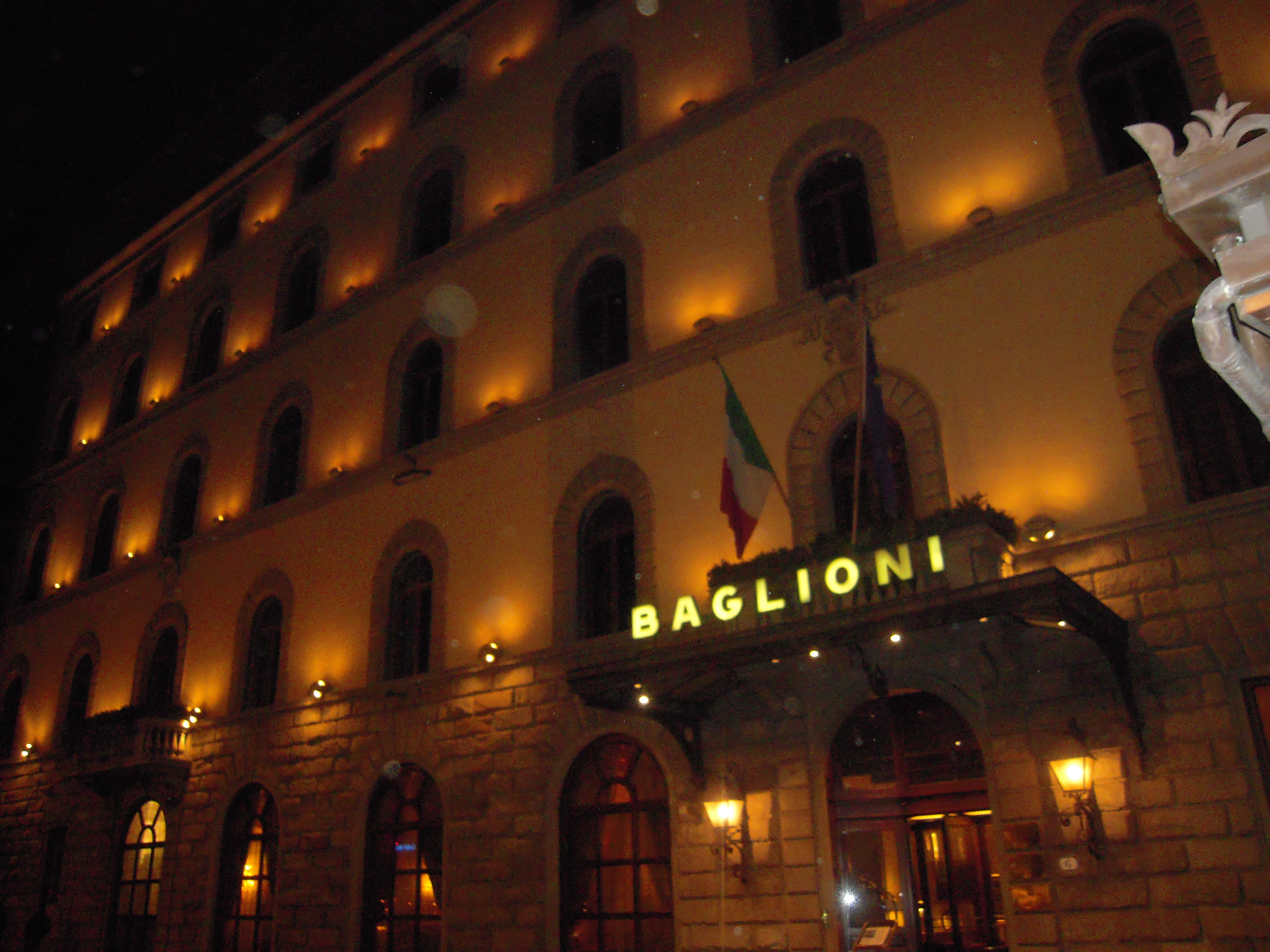
Il Grand Hotel Baglioni